# قلعه رئیسی
قلعه رئیسی شهری در بخش چاروسا شهرستان کهگیلویه استان کهگیلویه وبویراحمد ایران است.این شهر تاریخی در جنوب غربی استان کهگلویه وبویراحمد واقع شده است ومرکز بخش پرجمعیت چاروسا می باشد ازجاذبه های گردشگری این شهر قلعه تاریخی این شهر همچنین ابشار کمردوغ و غار تاریخی اشکفت ودشت های سرسبز چهارراه وشلال دان در نزدیکی شهر می توان اشاره کرد.مردم این شهر از نژاد لر هستند و بر طبق شاهنامه فردوسی بهرام چوبین لور یا لر را به قصد رامشگری(رقص و آواز) و گله داری از هند به ایران آورد ولی بعد از مدتی چون چیزی برای خوردن نداشتند روی به دزدی و راهزنی آوردند.

## مردم
مردم لرتبار هستند و به زبان لری صحبت میکنند.

## جغرافیا
قلعه رئیسی در جنوب غربی استان کهگیلویه و بویراحمد و در منطقه‌ای کوهستانی قرار دارد.
غرب قلعه رئیسی به رودخانه‌ای و گودال‌های عمیق ختم می‌شود که آب آن شالیزارهای سبزیجات وپیاز این بخش را تأمین می‌کند و در زبان محلی مردم منطقه به رو معروف است. این شهر در مسیر ارتباطی روستاها و بخش‌های هم جوار قرار دارد و به نوعی گلوگاه ارتباطی این مناطق به‌شمار می‌رود، این منطقه نقطهٔ ارتباطی شهرها و بخشهای دیگر از جمله راه ارتباطی دیشموک، دهدشت و خوزستان به‌شمار می‌آید. قلعه رئیسی در ۶۵ کیلومتری شهر دهدشت مرکز شهرستان کهگیلویه قرار دارد.

### جمعیت
بر پایه سرشماری عمومی نفوس و مسکن در سال ۱۳۹۵ جمعیت این مکان ۱۳۶۵۸ نفر (۱۷۵۰ خانوار) بوده‌است.

## ورزش
ورزشگاه شهر قلعه رئیسی در سال ۱۳۸۱ کلنگ زنی شد ولی تاکنون به بهره برداری نرسیده است.
در شهر قلعه رئیسی یک باشگاه فوتبال با نام اتحاد کهگیلویه فعالیت می‌کند.